# 牛白血球粘着不全症
牛白血球粘着不全症（うしはっけっきゅうねんちゃくふぜんしょう、bovine leukocyte adhesion deficiency:BLAD）とは、白血球表面上の粘着分子の欠損を原因とするウシの白血球機能異常症。ウシ以外ではヒト、イヌ、ミンクなどで同様の疾患が存在する。
ウシではホルスタイン種での存在が認められている常染色体単一完全劣性遺伝による致死的疾患。CD18遺伝子のミスセンス変異により粘着分子が発現できなくなるため、好中球は貪食能や殺菌能を有するが、異物を認識できないために易感染性となる。血液検査では白血球数の増加、好中球の左方移動が認められる。診断は遺伝子検査によりホモの変異遺伝子を検出する。治療は難しく、ほとんどの症例で数か月齢までに死亡するため生産性は見込めない。現在流通しているホルスタイン種の精液のほとんどは遺伝子検査によりBLAD因子の有無を把握されているため、予防にはBLAD因子をもたない種雄牛を選択することが最も効果的である。